# Christa Harmotto
Christa Deanne Harmotto (ur. 12 października 1986 w Sewickley, Pensylwania) – amerykańska siatkarka, reprezentantka kraju, środkowa. Wicemistrzyni Olimpijska z 2012 roku.

## Życie prywatne
27 czerwca 2014 poślubiła Dereka Dietzena, amerykańskiego analityka.

## Sukcesy klubowe
Mistrzostwo Turcji:
- 2016
- 2014

Superpuchar Włoch:
- 2014

Superpuchar Turcji:
- 2015

Liga Mistrzyń:
- 2016

## Sukcesy reprezentacyjne
Volley Masters Montreux:
- 2010, 2014

Puchar Panamerykański:
- 2010, 2011

Grand Prix:
- 2012, 2015
- 2016

Igrzyska Olimpijskie:
- 2012
- 2016

Mistrzostwa Ameryki Północnej:
- 2013

Puchar Wielkich Mistrzyń:
- 2013

Mistrzostwa Świata:
- 2014

Puchar Świata:
- 2015

## Nagrody indywidualne
- 2015 - Najlepsza środkowa Grand Prix